# Mario Bianchi (Radsportler)
Mario Bianchi (* 25. November 1905 in Turate; † 12. September 1973 in Busto Arsizio) war ein italienischer Radrennfahrer.

## Sportliche Laufbahn
Bianchi war im Straßenradsport aktiv.
Von 1928 bis 1933 war er Unabhängiger und Berufsfahrer. 1925 siegte er in der Coppa del Re und in der Coppa Città di Busto Arsizio. 1925 gelangen ihm zwei Etappensiege im Giro d’Italia. 1928 siegte er in der Coppa San Geo. 1931 gewann er das Eintagesrennen Toulon–Nizza. Den Giro d’Italia bestritt er viermal. 1928 beendete er die Rundfahrt nicht, 1929 wurde er 30., 1930 43. und 1932 kam er nicht ins Ziel. In den Rennen der Monumente des Radsports waren die 7. Plätze in der Lombardei-Rundfahrt 1928 und 1929 seine besten Resultate.